# Communauté de communes du Pays de Roquefort
La communauté de communes du Pays de Roquefort est une ancienne communauté de communes française, située dans le département des Landes, en région Aquitaine.

## Historique
Elle a été créée le 31 décembre 1997 avec 11 communes pour une prise d'effet immédiate. Le 2 avril 2002, la commune de Maillas y adhère.
Au 1er janvier 2013 a été créée la communauté de communes des Landes d'Armagnac. Elle est le résultat de la fusion de la communauté de communes du Gabardan et de la  communauté de communes du Pays de Roquefort.

## Composition
En 2012, la communauté de communes du Pays de Roquefort était composée de 12 des 13 communes du canton de Roquefort (seule, Pouydesseaux en était absente) :
| - Arue - Bourriot-Bergonce - Cachen - Labastide-d'Armagnac - Lencouacq - Maillas | - Retjons - Roquefort - Saint-Gor - Saint-Justin - Sarbazan - Vielle-Soubiran |  |